# 대흥 (발해)
대흥(大興)은 발해 문왕(文王)의 첫 번째 연호이다. 737년에서 774년까지 38년 동안 사용되었고, 774년부터 최소 7년 동안 보력(寶曆) 연호를 사용하다가 다시 대흥 연호로 돌아와 793년까지 사용하였다. 《신당서》의 기록에 따르면 737년에 무왕(武王)이 죽고 뒤를 이어 즉위한 문왕이 연호를 대흥으로 바꾸었다고 한다. 793년에 문왕이 죽자, 그의 족제(族第)인 대원의(大元義)가 즉위하여 수개월 동안 이어서 사용하였고, 대원의를 폐위하고 즉위한 성왕이 연호를 바꾸었다.
정혜공주묘비에는 보력이라는 연호가 등장하는데, 보력 7년에 정혜공주의 장례 기록이 나타나고 있어 보력 연호를 최소 7년 동안 사용한 것으로 보인다. 정혜공주묘비의 일간지(日干支)를 통해 추산된 보력 원년은 774년이다. 그러나 이후 정효공주묘비, 《일본일사(日本逸史)》 등에 대흥 56년, 대흥 57년의 연호가 다시 등장하는 것으로 보아 보력 7년(780년) 이후 최대 보력 18년(791년) 이전에 대흥 연호로 되돌아간 것으로 보인다.

## 연대대조표
| 대흥                | 원년       | 2년        | 3년        | 4년        | 5년        | 6년        | 7년        | 8년        | 9년        | 10년       |
| 서력                | 737년      | 738년      | 739년      | 740년      | 741년      | 742년      | 743년      | 744년      | 745년      | 746년      |
| 육십간지 (六十干支) | 정축(丁丑) | 무인(戊寅) | 기묘(己卯) | 경진(庚辰) | 신사(辛巳) | 임오(壬午) | 계미(癸未) | 갑신(甲申) | 을유(乙酉) | 병술(丙戌) |
| 대흥                | 11년       | 12년       | 13년       | 14년       | 15년       | 16년       | 17년       | 18년       | 19년       | 20년       |
| 서력                | 747년      | 748년      | 749년      | 750년      | 751년      | 752년      | 753년      | 754년      | 755년      | 756년      |
| 육십간지 (六十干支) | 정해(丁亥) | 무자(戊子) | 기축(己丑) | 경인(庚寅) | 신묘(辛卯) | 임진(壬辰) | 계사(癸巳) | 갑오(甲午) | 을미(乙未) | 병신(丙申) |
| 대흥                | 21년       | 22년       | 23년       | 24년       | 25년       | 26년       | 27년       | 28년       | 29년       | 30년       |
| 서력                | 757년      | 758년      | 759년      | 760년      | 761년      | 762년      | 763년      | 764년      | 765년      | 766년      |
| 육십간지 (六十干支) | 정유(丁酉) | 무술(戊戌) | 기해(己亥) | 경자(庚子) | 신축(辛丑) | 임인(壬寅) | 계묘(癸卯) | 갑진(甲辰) | 을사(乙巳) | 병오(丙午) |
| 대흥                | 31년       | 32년       | 33년       | 34년       | 35년       | 36년       | 37년       | 38년       | 39년       | 40년       |
| 서력                | 767년      | 768년      | 769년      | 770년      | 771년      | 772년      | 773년      | 774년      | 775년      | 776년      |
| 육십간지 (六十干支) | 정미(丁未) | 무신(戊申) | 기유(己酉) | 경술(庚戌) | 신해(辛亥) | 임자(壬子) | 계축(癸丑) | 갑인(甲寅) | 을묘(乙卯) | 병진(丙辰) |
| 대흥                | 41년       | 42년       | 43년       | 44년       | 45년       | 46년       | 47년       | 48년       | 49년       | 50년       |
| 서력                | 777년      | 778년      | 779년      | 780년      | 781년      | 782년      | 783년      | 784년      | 785년      | 786년      |
| 육십간지 (六十干支) | 정사(丁巳) | 무오(戊午) | 기미(己未) | 경신(庚申) | 신유(辛酉) | 임술(壬戌) | 계해(癸亥) | 갑자(甲子) | 을축(乙丑) | 병인(丙寅) |
| 대흥                | 51년       | 52년       | 53년       | 54년       | 55년       | 56년       | 57년       |            |            |            |
| 서력                | 787년      | 788년      | 789년      | 790년      | 791년      | 792년      | 793년      |            |            |            |
| 육십간지 (六十干支) | 정묘(丁卯) | 무진(戊辰) | 기사(己巳) | 경오(庚午) | 신미(辛未) | 임신(壬申) | 계유(癸酉) |            |            |            |

## 같이 보기
- 한국의 연호

| 이전연호: | 다음연호: |
| --------- | --------- |
| 인안      | 보력 중흥 |